# Данилівська сільська рада (Криворізький район)
Дани́лівська сільська́ ра́да (до 2016 року — Кіровська) — орган місцевого самоврядування у Криворізькому районі Дніпропетровської області. Адміністративний центр — село Данилівка.

## Загальні відомості
- Населення ради: 1 965 осіб (станом на 2001 рік)

## Населені пункти
Сільській раді підпорядковані населені пункти:
- с. Данилівка
- с. Зелений Гай
- с. Зелений Луг
- с. Кудашівка
- с-ще Мусіївка
- с. Новий Мир
- с-ще Червона Поляна

## Склад ради
Рада складається з 16 депутатів та голови.
- Голова ради: Шикирявська Надія Анатоліївна
- Секретар ради: Бухіннік Неля Іванівна

### Керівний склад попередніх скликань
| Прізвище, ім'я, по батькові    | Основні відомості                                                                       | Дата обрання | Дата звільнення |
| ------------------------------ | --------------------------------------------------------------------------------------- | ------------ | --------------- |
| Чернігов Володимир Миколайович | Сільський голова, 1957 року народження, член Народної партії                            | 26.03.2006   | 10.03.2008      |
| Шикирявська Надія Анатоліївна  | Сільський голова, 1962 року народження, освіта середня спеціальна, член Народної партії | 30.11.2008   | 31.10.2010      |
| Шикирявська Надія Анатоліївна  | Сільський голова, 1962 року народження, освіта середня спеціальна, член Партії регіонів | 31.10.2010   |                 |

Примітка: таблиця складена за даними сайту Верховної Ради України

### Депутати
За результатами місцевих виборів 2010 року депутатами ради стали:

#### За суб'єктами висування
| Суб'єкт висування                                       | Кількість обраних депутатів | %    |
| ------------------------------------------------------- | --------------------------- | ---- |
| Партія регіонів                                         | 14                          | 87,5 |
| Політична партія Всеукраїнське об'єднання «Батьківщина» | 1                           | 6,3  |
| Самовисування                                           | 1                           | 6,3  |

#### За округами
| № округу                                                | Прізвище, ім'я, по батькові    | Дата визнання обраним | Освіта             | Партійна приналежність                        | Відомості про обраного депутата                               |
| ------------------------------------------------------- | ------------------------------ | --------------------- | ------------------ | --------------------------------------------- | ------------------------------------------------------------- |
| Партія регіонів                                         |                                |                       |                    |                                               |                                                               |
| 1                                                       | Білий Сергій Володимирович     | 01.11.2010            | незакінчена вища   | член Партії регіонів                          | одноосібник                                                   |
| 2                                                       | Бухіннік Неля Іванівна         | 01.11.2010            | незакінчена вища   | член Партії регіонів                          | Кіровська сільська рада, секретар                             |
| 4                                                       | Крам Андрій Афанасійович       | 01.11.2010            | середня спеціальна | член Партії регіонів                          | приватне підприємство, водій                                  |
| 5                                                       | Ляхова Галина Данилівна        | 11.03.2012            | середня            | член Партії регіонів                          | КП «Дерой», оператор газової котельні                         |
| 6                                                       | Остапенко Валентина Миколаївна | 01.11.2010            | середня спеціальна | член Партії регіонів                          | Кіровська сільська рада, начальник ВОС                        |
| 7                                                       | Новіков Юрій Віталійович       | 01.11.2010            | незакінчена вища   | член Партії регіонів                          | державне підприємство «Степове», водій                        |
| 9                                                       | Іванісов Григорій Васильович   | 01.11.2010            | середня спеціальна | член Партії регіонів                          | станція Мусіївка, оглядач вагонів                             |
| 10                                                      | Курило Людмила Борисівна       | 01.11.2010            | середня спеціальна | член Партії регіонів                          | Гейківська ПНД, молодша медична сестра                        |
| 11                                                      | Крижня Любов Михайлівна        | 01.11.2010            | середня            | член Партії регіонів                          | тимчасово не працює                                           |
| 12                                                      | Смоль Олег Юрійович            | 01.11.2010            | вища               | член Партії регіонів                          | одноосібник                                                   |
| 13                                                      | Калашник Григорій Вапсильович  | 01.11.2010            | середня            | член Партії регіонів                          | станція Мусіївка, оглядач вагонів                             |
| 14                                                      | Біденко Володимир Іванович     | 01.11.2010            | середня спеціальна | член Партії регіонів                          | приватний підприємець                                         |
| 15                                                      | Паульс Наталья Василівна       | 01.11.2010            | середня спеціальна | член Партії регіонів                          | 3-я міська лікарня, молодша медична сестра                    |
| 16                                                      | Журавель Василь Леонідович     | 01.11.2010            | середня спеціальна | член Партії регіонів                          | станція Мусіївка, оглядач-ремонтник вагонів                   |
| Політична партія Всеукраїнське об'єднання «Батьківщина» |                                |                       |                    |                                               |                                                               |
| 3                                                       | Степанова Лариса Володимирівна | 01.11.2010            | незакінчена вища   | член Всеукраїнського об'єднання «Батьківщина» | «Криворіжгаз», контролер                                      |
| Самовисування                                           |                                |                       |                    |                                               |                                                               |
| 8                                                       | Клімюк Олена Василівна         | 01.11.2010            | середня            | член Партії регіонів                          | Зеленогайська загальноосвітня школа, завідувачка господарства |